# Raffaella Camet
Raffaella Camet (ur. 14 września 1992 w Limie w Peru) – peruwiańska siatkarka grająca jako atakująca. 
Obecnie występuje w drużynie Sporting Cristal.